# Condado de Wasco
O Condado de Wasco (em inglês:  Wasco County) é um dos 36 condados do estado americano do Oregon. A sede e cidade mais populosa do condado é The Dalles. Foi fundado em 11 de janeiro de 1854.
O condado possui uma área de 6 200 km², dos quais 6 170 km² estão cobertos por terra e 40 km² por água, uma população de 25 213 habitantes, e uma densidade populacional de 4 hab/km² (segundo o censo nacional de 2010).